# Parco della Favorita
Der Parco della Favorita ist ein großer Park in Palermo. Er liegt nördlich des Stadtzentrums am Fuß des Monte Pellegrino.
Angelegt wurde der etwa 400 Hektar große Park von König Ferdinand III. (Ferdinand IV. von Neapel, ab 1815 Ferdinand I. beider Sizilien). Als er im Jahr 1798 vor den französischen Truppen aus Neapel nach Palermo fliehen musste, erwarb er das Grundstück und errichtete hier seine Exilresidenz. Ein kleiner Palast, die Palazzina Cinese mit orientalischen Stilelementen, und mehrere Wirtschaftsgebäude wurden erbaut. Vom Parkeingang führte eine Allee zum Palast. Zu beiden Seiten der Allee wurden labyrinthartig enge, von hohen Hecken begrenzte Wege angelegt.
Heute ist der ausgedehnte Park der Öffentlichkeit zugänglich. Sehenswert sind die Palazzina Cinese und das Museo Etnografico Siciliano Giuseppe Pitrè, ein Volkskundemuseum, das 1909 in einem der Wirtschaftsgebäude der Palazzina Cinese eingerichtet wurde. Weiterer Hauptanziehungspunkt ist neben öffentlichen Tennis- und Fußballplätzen eine Trabrennbahn, auf der regelmäßig internationale Pferderennen stattfinden. Außerdem gibt es eine Reitsportanlage, auf der jährlich im Oktober das internationale Springturnier Medicavalli stattfindet. Am Südende des Parks befindet sich auch das Stadio Renzo Barbera des Fußballvereins US Palermo.

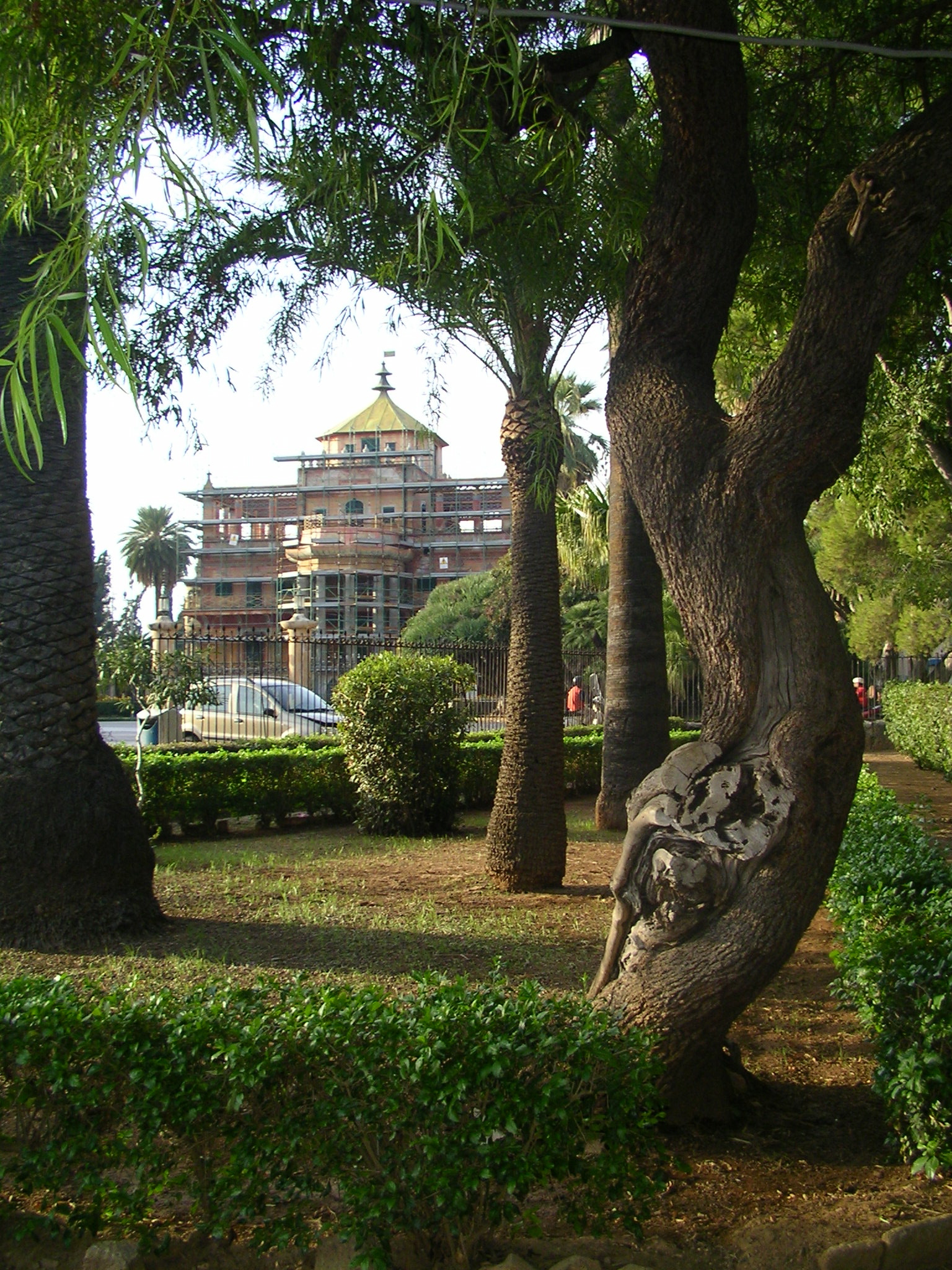
Palazzina Cinese
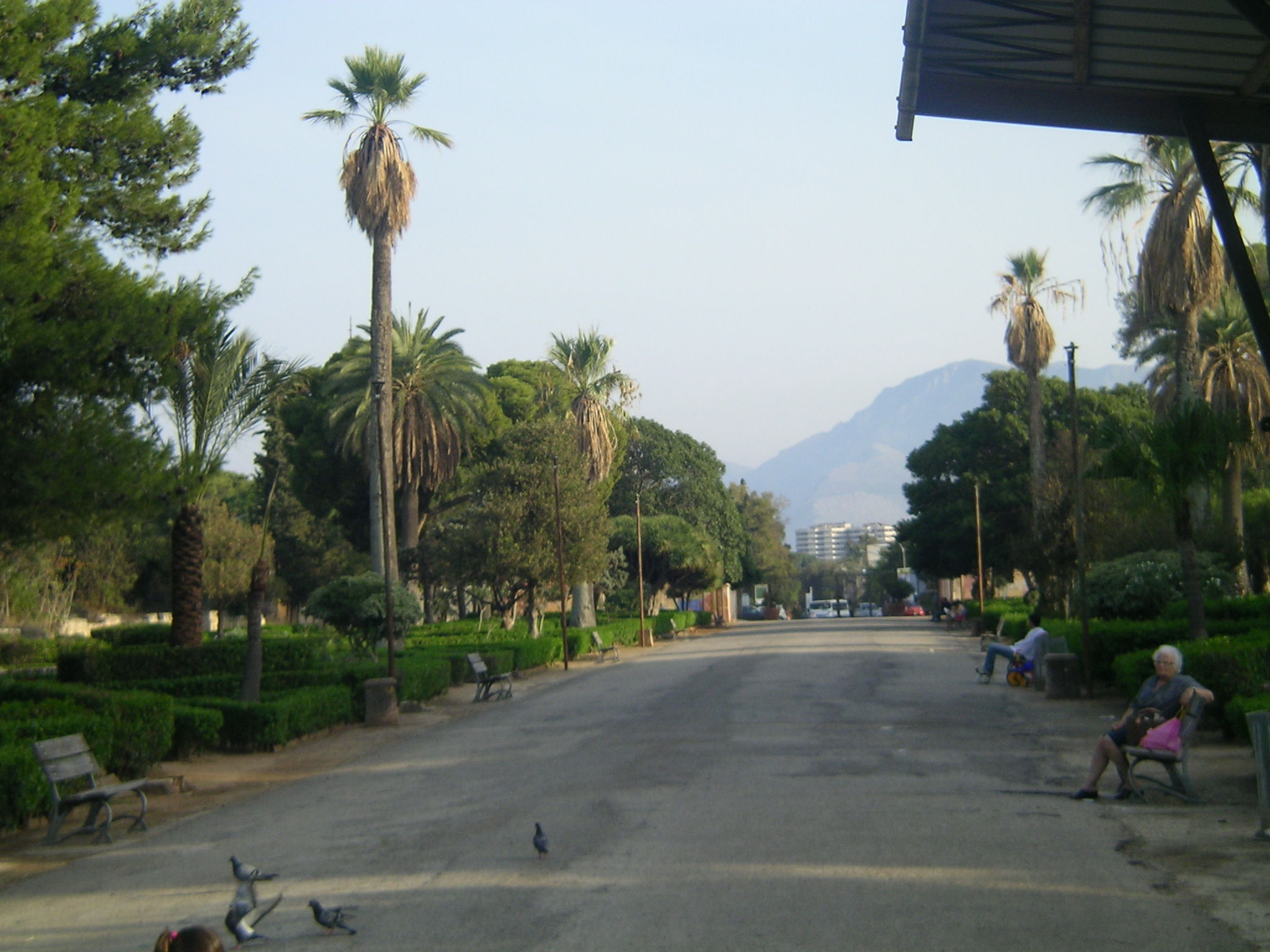
Auffahrtsallee zur Palazzina Cinese
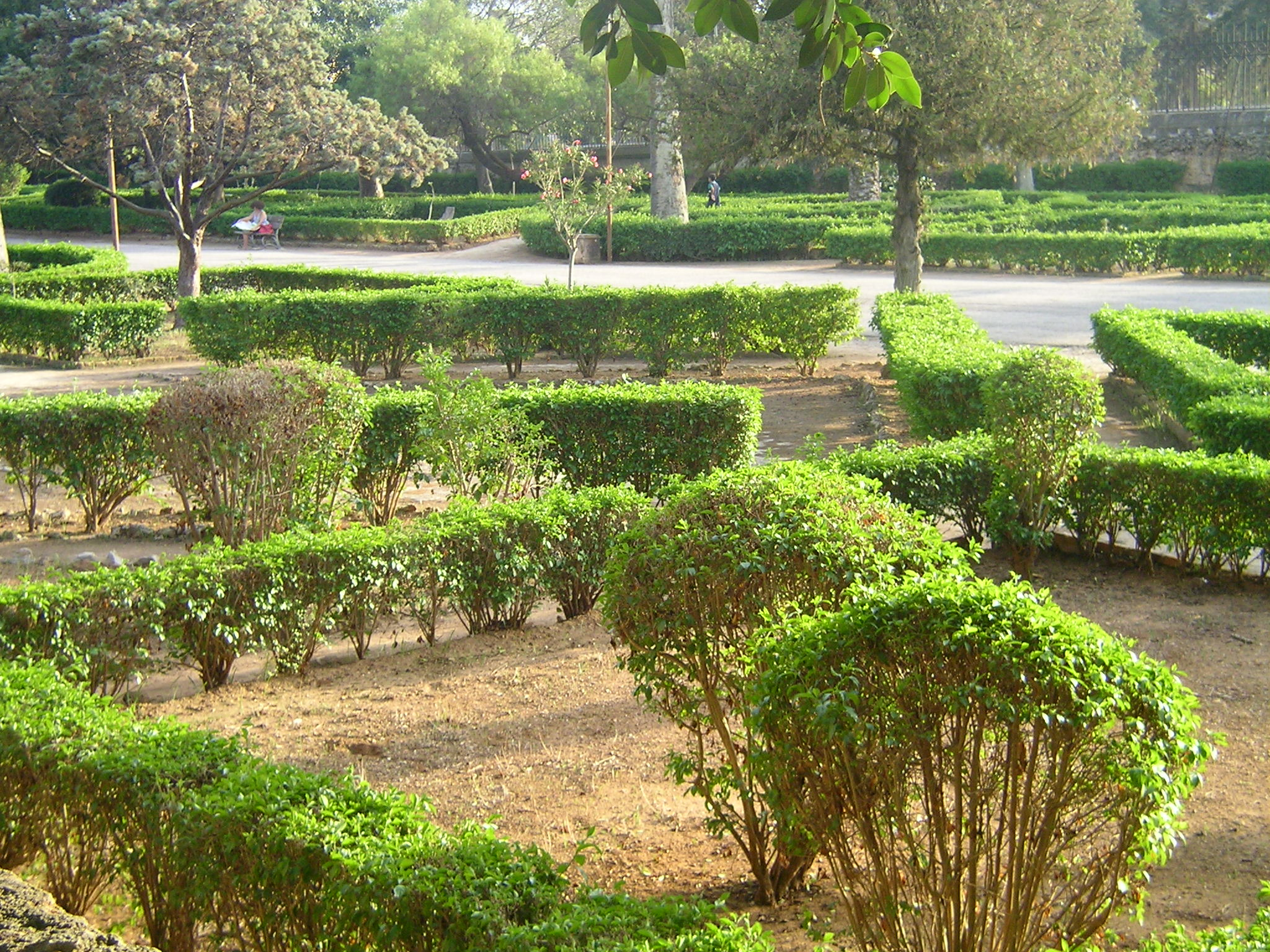
Reste der Hecken in der Allee
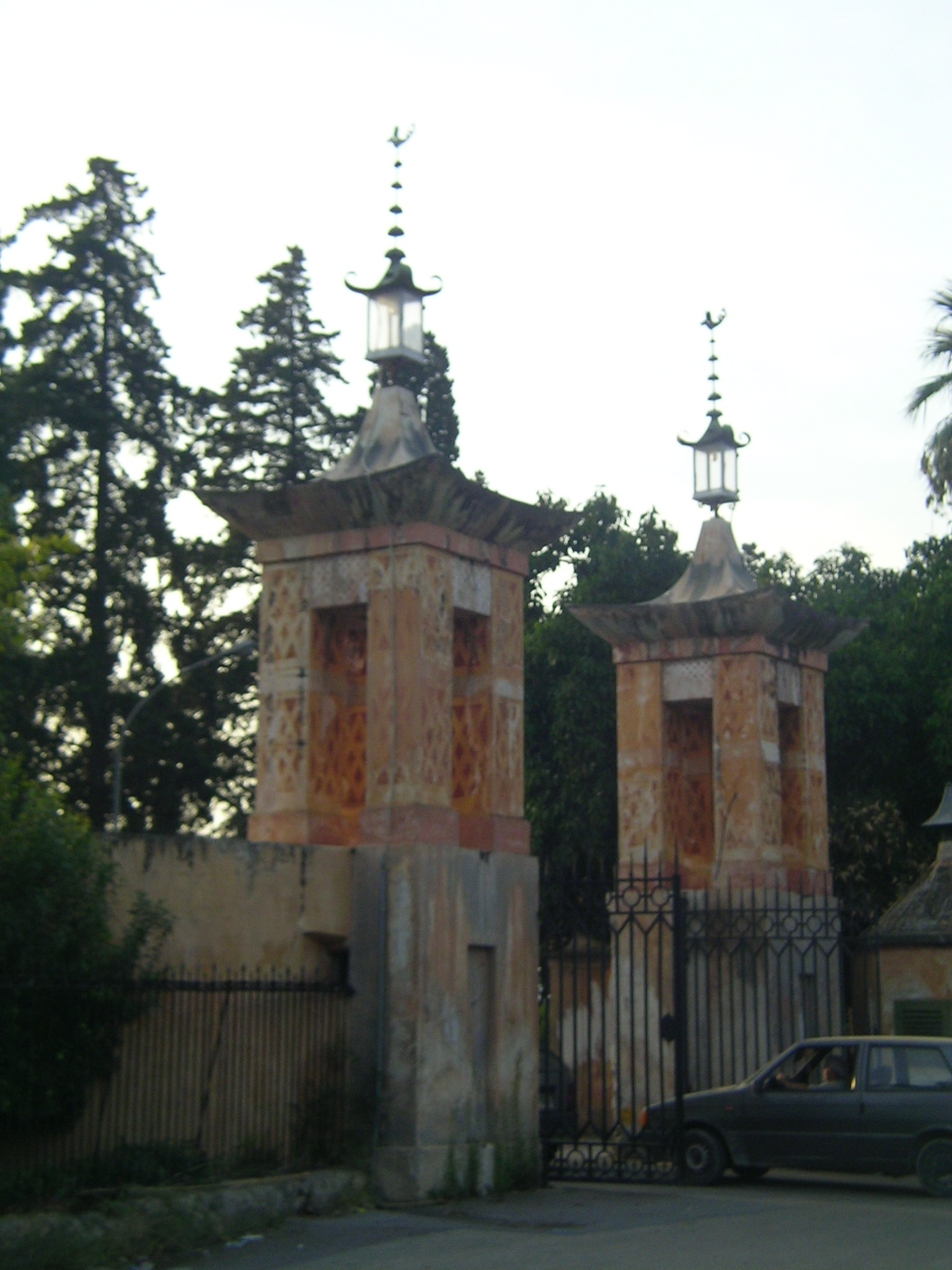
Zufahrtstor zur Favorita
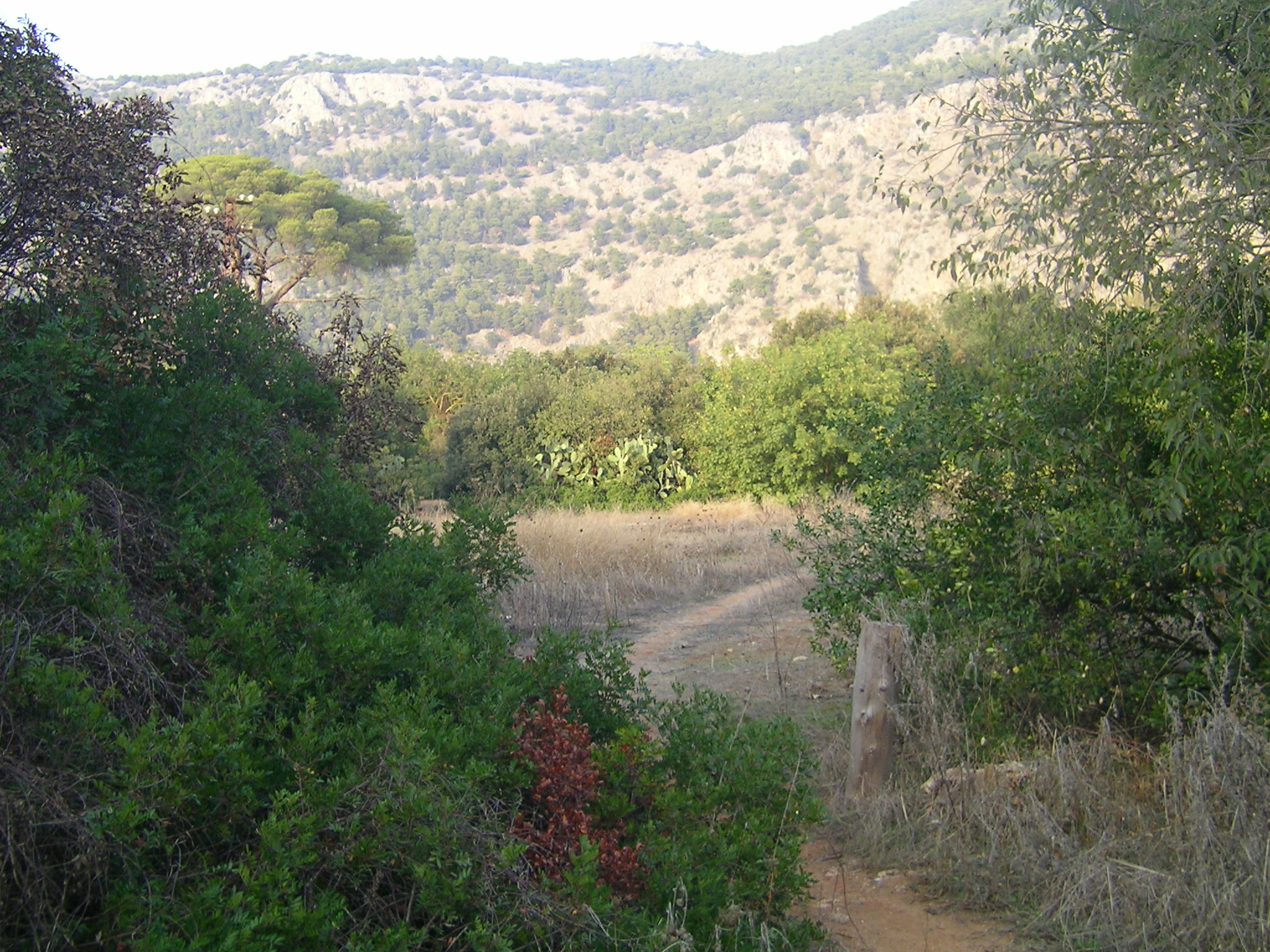
Freifläche im Park, im Hintergrund der Monte Pellegrino

Koordinaten: 38° 9′ 44″ N, 13° 20′ 16″ O